# 卢瓦尔河畔讷维
卢瓦尔河畔讷维（法語：Neuvy-sur-Loire，法語發音：[nøvi syʁ lwaʁ]）是法国涅夫勒省的一个市镇，位于该省西北部，卢瓦尔河右岸，与谢尔省及卢瓦雷省接壤，属于卢瓦尔河畔科讷库尔区。

## 地理
卢瓦尔河畔讷维（47°31'21"N, 2°52'55"E）面积21.31 平方千米，位于法国勃艮第-弗朗什-孔泰大區涅夫勒省，该省份为法国中部省份，北至约讷省，西北接卢瓦雷省，西接谢尔省，南至阿列省，东南接索恩-卢瓦尔省，东临科多尔省。
与卢瓦尔河畔讷维接壤的市镇（或旧市镇、城区）包括：卢瓦尔河畔贝尔维尔、莱雷附近叙里、卢瓦尔河畔博略、卢瓦尔河畔博尼、图村、阿奈、卢瓦尔河畔拉塞勒。

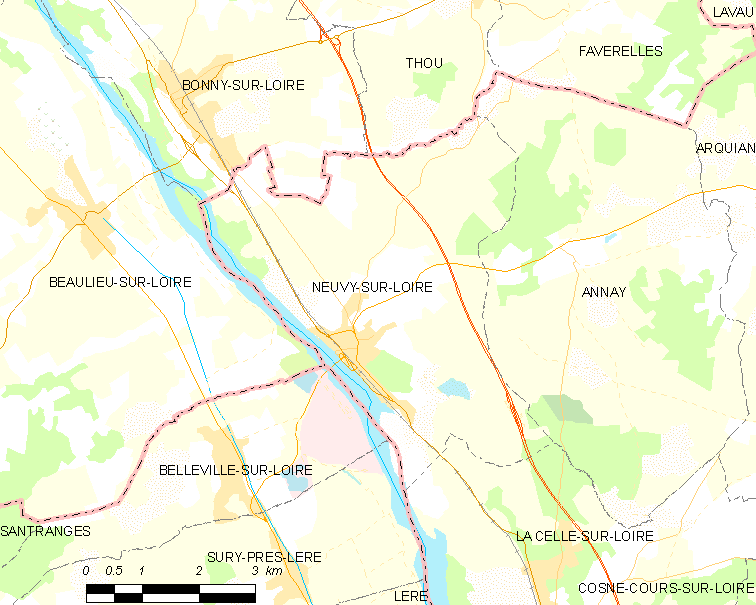
卢瓦尔河畔讷维的OSM定位图

卢瓦尔河畔讷维的时区为UTC+01:00、UTC+02:00（夏令时）。

## 行政
卢瓦尔河畔讷维的邮政编码为58450，INSEE市镇编码为58193。

## 政治
卢瓦尔河畔讷维所属的省级选区为卢瓦尔河畔普伊县。

## 人口

1962-2008年间卢瓦尔河畔讷维人口变化图示

卢瓦尔河畔讷维于2022年1月1日时的人口数量为1428人。